# درباره پرخاشگری
دربارۀ پرخاشگری (آلمانی: Das sogenannte Böse. Zur Naturgeschichte der Aggression) کتابی است در سال ۱۹۶۳ توسط اخلاق‌شناس کنراد لورنتس نوشته شد و در سال ۱۹۶۶ به انگلیسی ترجمه شد. همان‌طور که در مقدمه می‌نویسد: «موضوع این کتاب پرخاشگری است، یعنی غریزه مبارزه در جانور و انسان که علیه اعضای یک گونه است.»
این کتاب بارها، چه مثبت و چه منفی، توسط زیست شناسان، انسان شناسان، روانکاوان و دیگران مورد بررسی قرار گرفت. انتقادات زیادی متوجه تعمیم یافته‌های لورنتس در مورد جانوران غیرانسانی به انسان شده‌است.

## محتوا
به گفته لورنتس، جانوران، به ویژه نرها، از نظر بیولوژیکی برای مبارزه بر سر منابع برنامه‌ریزی شده‌اند. این رفتار باید بخشی از انتخاب طبیعی در نظر گرفته شود، زیرا پرخاشگری که منجر به مرگ یا آسیب جدی می‌شود ممکن است در نهایت منجر به انقراض شود، مگر اینکه چنین نقشی داشته باشد.
با این حال، لورنتس بیان نمی‌کند که رفتارهای پرخاشگرانه به هیچ وجه قوی‌تر، رایج‌تر یا شدیدتر از رفتارهای صلح‌آمیزتر مانند مراسم جفت‌گیری هستند. بلکه طبقه‌بندی پرخاشگری را به‌عنوان «مخالف» با غرایز «مثبت» مانند عشق نفی می‌کند و آن را به‌عنوان پایه‌گذار غرایز دیگر و نقش آن در ارتباط جانوران نشان می‌دهد.